# Aepeomys reigi
Aepeomys reigi (Епеоміс Рейга) — вид гризунів з родини Хом'якові (Cricetidae). Вид названий на честь аргентинського біолога Освальдо Рейга (ісп. Osvaldo Alfredo Reig, 1929—1992)

## Проживання, екологія
Цей вид відомий з венесуельських Анд, від 1600 до 3230 м. Вид присутній в хмарному лісі й парамо. A. reigi майже повністю наземний та веде нічний спосіб життя. Він, ймовірно, всеїдний, але віддає деякі переваги комахам.

## Загрози та охорона
Основна загроза це втрата місць проживання поблизу захищених областей. Цей вид зустрічається в Guaramacal National Park і Yacambu National Park.